# Cuộc chiến không trọng lực
Cuộc chiến không trọng lực (tiếng Anh: Gravity) là một bộ phim 3D khoa học viễn tưởng và không gian của Anh-Mỹ. Alfonso Cuarón là đạo diễn, đồng kịch bản và đồng sản xuất của bộ phim. Phim có sự tham gia của hai ngôi sao điện ảnh Sandra Bullock và George Clooney trong vai các nhà du hành vũ trụ làm việc trong không gian.
Gravity được ra mắt lần đầu tại liên hoan phim Venice, bộ phim mở màn cho liên hoan phim diễn ra vào tháng 8 năm 2013. Phim được công chiếu tại Bắc Mỹ và Canada vào 4 tháng 10 năm 2013. Gravity được cả khán giả và giới phê bình đánh giá cao, nó giành được 10 đề cử Oscar trong đó có các đề cử quan trọng như Phim hay nhất, Đạo diễn xuất sắc nhất (Alfonso Cuaron) và Diễn viên xuất sắc nhất (Sandra Bullolck), và 4 đề cử giải quả cầu vàng.

## Diễn viên
- Sandra Bullock trong vai tiến sĩ Ryan Stone: một kỹ sư về y khoa đang thực hiện nhiệm vụ đầu tiên trong không gian.
- George Clooney trong vai chỉ huy Matt Kowalski: một phi hành gia giàu kinh nghiệm, có dự định nghỉ hưu sau khi hoàn thành sứ mệnh của đoàn tham hiểm Explorer. Ông thường kể những câu chuyện về bản thân và những câu chuyện phiếm, ông thường xuyên nhắc nhở các phi hành gia về sự an toàn khi làm nhiệm vụ.
- Ed Harris lồng tiếng cho nhân vật của trung tâm kiểm soát nằm tại Houston, Texas thường xuyên trao đổi với phi hành đoàn về công việc.
- Orto Ignatiussen lồng tiếng cho nhân vật Aningaaq: một thợ câu cá người Greenlandic Inuit. Ryan vô tình bắt được sóng vô tuyến của Aningaaq, những âm thanh về cuộc sống thường ngày ở Trái Đất của Aningaaq trong lúc tuyệt vọng nhất.
- Paul Sharma lồng tiếng cho nhân vật Shariff Dasari: một kỹ sư trong đoàn Explorer, Shariff cùng làm việc với Ryan và Matt ở ngoài không gian.
- Amy Warren lồng tiếng cho nhân vật thuyền trưởng của Explorer.
- Basher Savage lồng tiếng cho nhân vật tại ISS.

## Nội dung
Ryan Stone (Sandra Bullock) và phi hành gia lão luyện Matt Kowalsky (George Clooney) bị cô độc ngoài không gian vũ trụ tối tăm vì mảnh vỡ từ một vệ tinh khác đã phá hỏng tàu của họ. Sau một thời gian di chuyển trong không gian, Ryan và Matt tìm được nhau và đến được trạm ISS để tìm sự trợ giúp. Nhưng vì sự di chuyển trong không gian đầy khó khăn Kowalsky và Ryan bị tách khỏi nhau, Ryan bám được vào trạm vũ trụ còn Kowalsky mãi mãi trôi dạt trong vũ trụ. Trải qua nhiều khó khăn từ sự cô độc và những mảnh vỡ vệ tinh, Ryan nhiều lần dường như sắp mất đi mạng sống nhưng cuối cùng cô tìm được con tàu vũ trụ Thiên Cung của Trung Quốc và trở về Trái Đất an toàn. Cuối phim là hình ảnh Ryan kiệt sức nhưng rất mãn nguyện và hạnh phúc trên bãi cát, cô bước đi từng bước chập chững trên mặt đất.